# Vela als Jocs Olímpics d'estiu de 1920 - 30 m²
La regata de vaixells de 30 m² va ser una de les catorze proves de vela que es van disputar al camp de regates d'Oostende durant els Jocs Olímpics d'Anvers de 1920. Hi va prendre part un sol vaixell amb tres tripulants. La competició es va disputar entre el 7 i el 9 de juliol de 1920.

## Medallistes
| Or                                                                  | Plata         | Bronze        |
| Suècia · KullanGösta Lundqvist · Rolf Steffenburg · Gösta Bengtsson | No es concedí | No es concedí |

## Resultats finals
| Posició | Tripulació                                       | Iot             | Regata I | Regata I | Regata II | Regata II | Final |
| Posició | Tripulació                                       | Iot             | Pos.     | Punts    | Pos.      | Punts     | Punts |
| ------- | ------------------------------------------------ | --------------- | -------- | -------- | --------- | --------- | ----- |
| 1       | Gösta Lundqvist Rolf Steffenburg Gösta Bengtsson | Suècia · Kullan | 1        | 1        | 1         | 1         | 2     |

- NF - no finalitza / NS - no surt